# 2014 في المملكة المتحدة
فيما يلي قوائم الأحداث التي وقعت خلال عام 2014 في المملكة المتحدة.

## أحداث
- 1 يناير – مقتل أليس جروس
- 18 سبتمبر – استفتاء استقلال اسكتلندا 2014
- 23 يوليو – دورة ألعاب الكومنولث 2014

## سياسة

### تعيين في المنصب
- 1 يناير – مايكل بيتس Parliamentary under-secretary of state [الإنجليزية]‏.
- 14 يوليو – أندرو موريسون Minister of State, Northern Ireland [الإنجليزية]‏.
- 15 يوليو – فيليب هاموند وزير الدولة للشؤون الخارجية وشؤون الكومنولث [الإنجليزية]‏.
- 15 يوليو – ويليام هيغ زعيم مجلس العموم [الإنجليزية]‏.
- 20 نوفمبر – نيكولا ستارجن وزير اسكتلندا الأول.
- 21 نوفمبر – كيث براون Cabinet Secretary for Infrastructure, Investment and Cities [الإنجليزية]‏.

### انتهاء فترة المنصب
- 9 أبريل – ماريا ميلر Secretary of State for Culture, Media and Sport [الإنجليزية]‏.
- 14 يوليو – أندرو روباثان Minister of State, Northern Ireland [الإنجليزية]‏.
- 14 يوليو – داميان غرين Minister of State for Policing, Fire and Crime Prevention [الإنجليزية]‏.
- 14 يوليو – ويليام هيغ وزير الدولة للشؤون الخارجية وشؤون الكومنولث [الإنجليزية]‏.
- 15 يوليو – جوناثان هيل زعيم مجلس اللوردات [الإنجليزية]‏.
- 15 يوليو – فيليب هاموند وزير الدفاع [الإنجليزية]‏.
- 19 نوفمبر – أليكس ساموند وزير اسكتلندا الأول.
- 19 نوفمبر – نيكولا ستارجن Cabinet Secretary for Infrastructure, Investment and Cities [الإنجليزية]‏، Deputy First Minister of Scotland [الإنجليزية]‏.

## رياضة
- 1 يناير – بطولة ويمبلدون 2014
- 6 يوليو – جائزة بريطانيا الكبرى 2014 الفائز لويس هاملتون.
- 31 أغسطس – جائزة بريطانيا الكبرى للدراجات النارية 2014

## أفلام
من الأفلام التي صدرت هذه السنة في المملكة المتحدة:
- 1 يناير – آخر مني من إخراج إيزابيل كويسيت.
- 1 يناير – أخطر الرجال المطلوبين من إخراج أنطون كربيجن.
- 1 يناير – الابن السابع من إخراج سيرجي بودروف.
- 1 يناير – الانتقام من إخراج Kristian Levring [الإنجليزية]‏.
- 1 يناير – السيد تيرنر من إخراج مايك لي.
- 1 يناير – خروج: الآلهة والملوك من إخراج ريدلي سكوت.
- 1 يناير – دراكولا غير مروي من إخراج Gary Shore [الإنجليزية]‏.
- 1 يناير – ديانا من إخراج أوليفر هيرشبيغل.
- 1 يناير – الاستخبارات السرية من إخراج ماثيو فون.
- 1 يناير – ليلة في المتحف: سر قبر من إخراج شون ليفي.
- 1 يناير – متتالية فرنسية من إخراج Saul Dibb [الإنجليزية]‏، Michael Kuhn [الإنجليزية]‏.
- 1 يناير – مع حبي من إخراج Christian Ditter [الإنجليزية]‏.
- 1 يناير – نظرية كل شيء من إخراج جيمس مارش.
- 1 يناير – وجه ملاك من إخراج مايكل وينتربوتوم.
- 1 يناير – ون دايركشن: أين نحن من إخراج Paul Dugdale [الإنجليزية]‏.
- 18 يناير – فليساعد الله الفتاة من إخراج Stuart Murdoch (musician) [الإنجليزية]‏.
- 27 يناير – بلا توقف من إخراج جومي كوليت سيرا.
- 10 فبراير – الطريق إلى الهاوية من إخراج بسكال شاوميل.
- 17 أبريل – فيرونغا من إخراج أورلاندو فون آنسيديل [الإنجليزية]‏.
- 14 مايو – غريس أميرة موناكو من إخراج أوليفيه داهان.
- 25 مايو – العشاق فقط يبقون أحياء من إخراج جيم جارموش.
- 29 مايو – حافة الغد من إخراج دوج ليمان.
- 19 يونيو – ذا أنومالي من إخراج نويل كلارك.
- 29 أغسطس – لعبة التزييف من إخراج مورتين تيلدوم.
- 30 أغسطس – 12 سنة من العبودية من إخراج ستيف ماكوين.
- 31 أغسطس – المرأة الخفية من إخراج رالف فاينس.
- 31 أغسطس – فيلومينا من إخراج ستيفن فريرز.
- 2 سبتمبر – لوك من إخراج ستيفن نايت.
- 4 سبتمبر – ذيب من إخراج ناجي أبو نوار.
- 5 سبتمبر – اللعبة الكبيرة من إخراج Jalmari Helander [الإنجليزية]‏.
- 7 سبتمبر – المزدوج من إخراج ريتشارد أيواد.
- 7 سبتمبر – مانديلا: طريق طويل إلى الحرية من إخراج جاستن تشادويك.
- 10 أكتوبر – المواطن الرابع من إخراج لورا بويتراس.
- 15 أكتوبر – غضب من إخراج ديفيد آير.
- 26 أكتوبر – بين النجوم من إخراج كريستوفر نولان.
- 23 نوفمبر – بادنغتون من إخراج باول كينغ (كاتب بريطاني).
- 1 ديسمبر – الهوبيت: معركة الجيوش الخمسة من إخراج بيتر جاكسون.
- 13 ديسمبر – إنقاذ السيد بانكس من إخراج جون لي هانكوك.
- 16 ديسمبر – إكس ماكينا من إخراج أليكس غارلاند.
- 25 ديسمبر – سيلما من إخراج إيفا ديفورني.
- 25 ديسمبر – شبق من إخراج لارس فون ترايير.
- 25 ديسمبر – في الغابة من إخراج روب مارشال.

## برامج ومسلسلات وأنمي
- ثانوية الاستخبارات
- داونتون آبي
- بيني دريدفول
- يوتوبيا
- أنت والمليون

## موسيقى

### أغاني
من الأغاني التي صدرت هذه السنة في المملكة المتحدة:
- 8 يوليو – الأرملة السوداء من غناء ريتا أورا.

## كتب
من الكتب التي صدرت هذه السنة في المملكة المتحدة:
- 5 يونيو – جورج والترميز غير القابل للكسر من تأليف لوسي هوكينغ.

## وفيات

### يناير
- 1 يناير – جاكي روبرتسون (مواليد 1928) لاعب كرة قدم من المملكة المتحدة.
- 13 يناير – بوبي كولنز (مواليد 1931) لاعب كرة قدم اسكتلندي.
- 15 يناير – روجر لويد-باك (مواليد 1944) ممثل إنجليزي.
- 19 يناير – بيرتن وليامز (مواليد 1920) لاعب كرة قدم إنجليزي.

### فبراير
- 1 فبراير – جورج توماس (مواليد 1930)
- 2 فبراير – نايجل والكر (مواليد 1959) لاعب كرة قدم إنجليزي.
- 13 فبراير – جيمي جونز (مواليد 1928) لاعب كرة قدم أيرلندي شمالي.
- 14 فبراير – توم فيني (مواليد 1922) لاعب كرة قدم إنجليزي.
- 14 فبراير – لورنا كاسيلتون (مواليد 1938) عالمة وراثة من المملكة المتحدة.

### مارس
- 14 مارس – توني بين (مواليد 1925)

### أبريل
- 10 أبريل – ريتشارد هوغرت (مواليد 1918) عالم اجتماع بريطاني.
- 11 أبريل – باتريك سيل (مواليد 1930)
- 29 أبريل – بوب هوسكينز (مواليد 1942) ممثل إنجليزي.

### مايو
- 7 مايو – كولين بيلينغر (مواليد 1943)
- 10 مايو – ماري ستيوارت (مواليد 1916)
- 19 مايو – سيمون أندروز (مواليد 1984) متسابق دراجات نارية من المملكة المتحدة.
- 21 مايو – دونكان كول (مواليد 1958) لاعب كرة قدم نيوزلندي.

### يونيو
- 1 يونيو – روي هارت (مواليد 1933) لاعب كرة قدم من المملكة المتحدة.
- 3 يونيو – كارل هاريس (مواليد 1979)

### يوليو
- 3 يوليو – بيتر ويلان (مواليد 1931) كاتب مسرحي من المملكة المتحدة.
- 11 يوليو – ديفيد ليغينو (مواليد 1963)
- 29 يوليو – هاري غوردون (مواليد 1931) لاعب كرة قدم اسكتلندي.

### أغسطس
- 6 أغسطس – رالف برينس (مواليد 1942)
- 23 أغسطس – مايكل فيلد (مواليد 1933) طبيب أمريكي.
- 24 أغسطس – ريتشارد أتينبورو (مواليد 1923)

### سبتمبر
- 1 سبتمبر – رالف ميلر (مواليد 1941) لاعب كرة قدم من المملكة المتحدة.
- 13 سبتمبر – ديفيد كاوثرون هاينس (مواليد 1970) مسعف من المملكة المتحدة.

### أكتوبر
- 3 أكتوبر – ألان هانينغ (مواليد 1967)
- 25 أكتوبر – جاك بروس (مواليد 1943)

### نوفمبر
- 12 نوفمبر – وارن كلارك (مواليد 1947) ممثل إنجليزي.
- 27 نوفمبر – بي دي جيمس (مواليد 1920)

### ديسمبر
- 4 ديسمبر – جيرمي ثورب (مواليد 1929) سياسي من المملكة المتحدة.
- 6 ديسمبر – لوك سومرز (مواليد 1981)
- 22 ديسمبر – جو كوكر (مواليد 1944)
- 23 ديسمبر – جيريمي لويد (مواليد 1930)
- 25 ديسمبر – ماري ليون (مواليد 1925)